# Pod Vtáčnikom
Pod Vtáčnikom (1120 m) – przełęcz między szczytami Vtáčnik (1090 m) i Malinné (1209 m) w Wielkiej Fatrze na Słowacji.
Przełęcz znajduje się w tzw. liptowskiej gałęzi Wielkiej Fatry, na sporej hali zajmującej grzbietowe partie między szczytem Vtáčnik i najbardziej południowym z czterech wierzchołków szczytu Malinné. Tuż poniżej przełęczy znajduje się źródło. Przełęcz i obydwa wznoszące się nad nią szczyty znajdują się w otulinie Parku Narodowego Wielka Fatra. Południowo-wschodnie stoki przełęczy opadają do Trlenskiej doliny, północno-zachodnie do Čutkovskiej doliny.

## Turystyka
W rejonie przełęczy znajdują się dwa skrzyżowania szlaków turystyki pieszej i rowerowej, ale nie na samej przełęczy, lecz nieco wyżej. Jedno znajduje się tuż powyżej przełęczy na zboczach Vtáčnika, drugie dalej – na południowych zboczach najbardziej zachodniego szczytu Malinnego. Dzięki trawiastym terenom hali przełęcz jest punktem widokowym.
  Čutkovská dolina – chata pod Kozím – Vtáčnik – Pod Vtáčnikom – Malinné – hotel „Malina". Odległość 7,1 km, suma podejść 600 m, suma zejść 10 m, czas przejścia 2,20 h (z powrotem 1,50 h)
  Pod Vtáčnikom – hotel „Malina". Odległość 2,4 km, suma podejść 90 m, suma zejść 290 m, czas przejścia 50 min (z powrotem 1,05 h)
  odcinek: Pod Sidorovom – Pod Vtáčnikom. Odległość 2,7 km, suma podejść 275 m, suma zejść 15 m, czas przejścia 1 h (z powrotem 45 min)
  odcinek: Pod Vtáčnikom – Vyšné Šiprúnske sedlo. Odległość 2,6 km, suma podejść 275 m, suma zejść 50 m, czas przejścia 1 h (z powrotem 45 min)

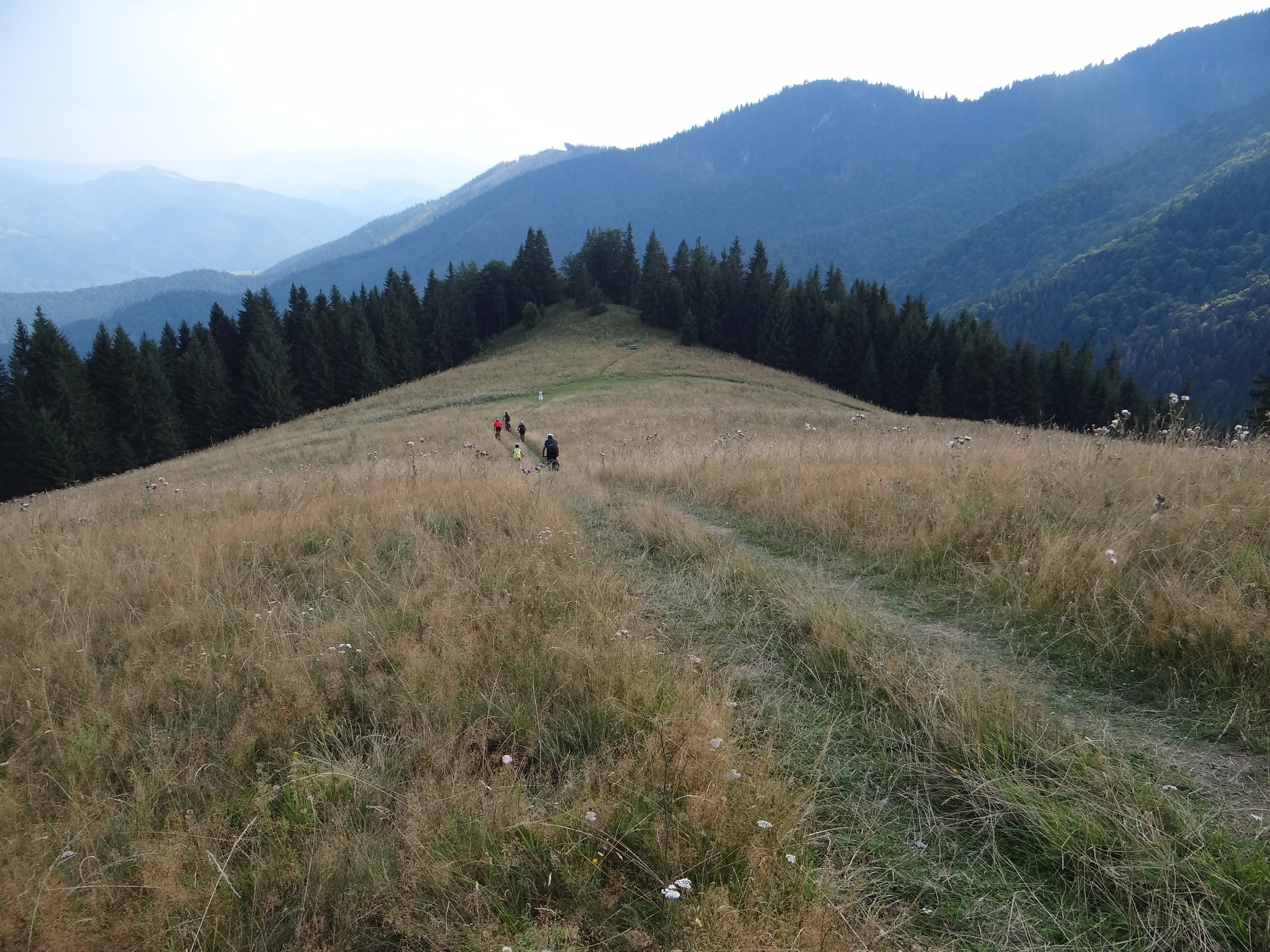
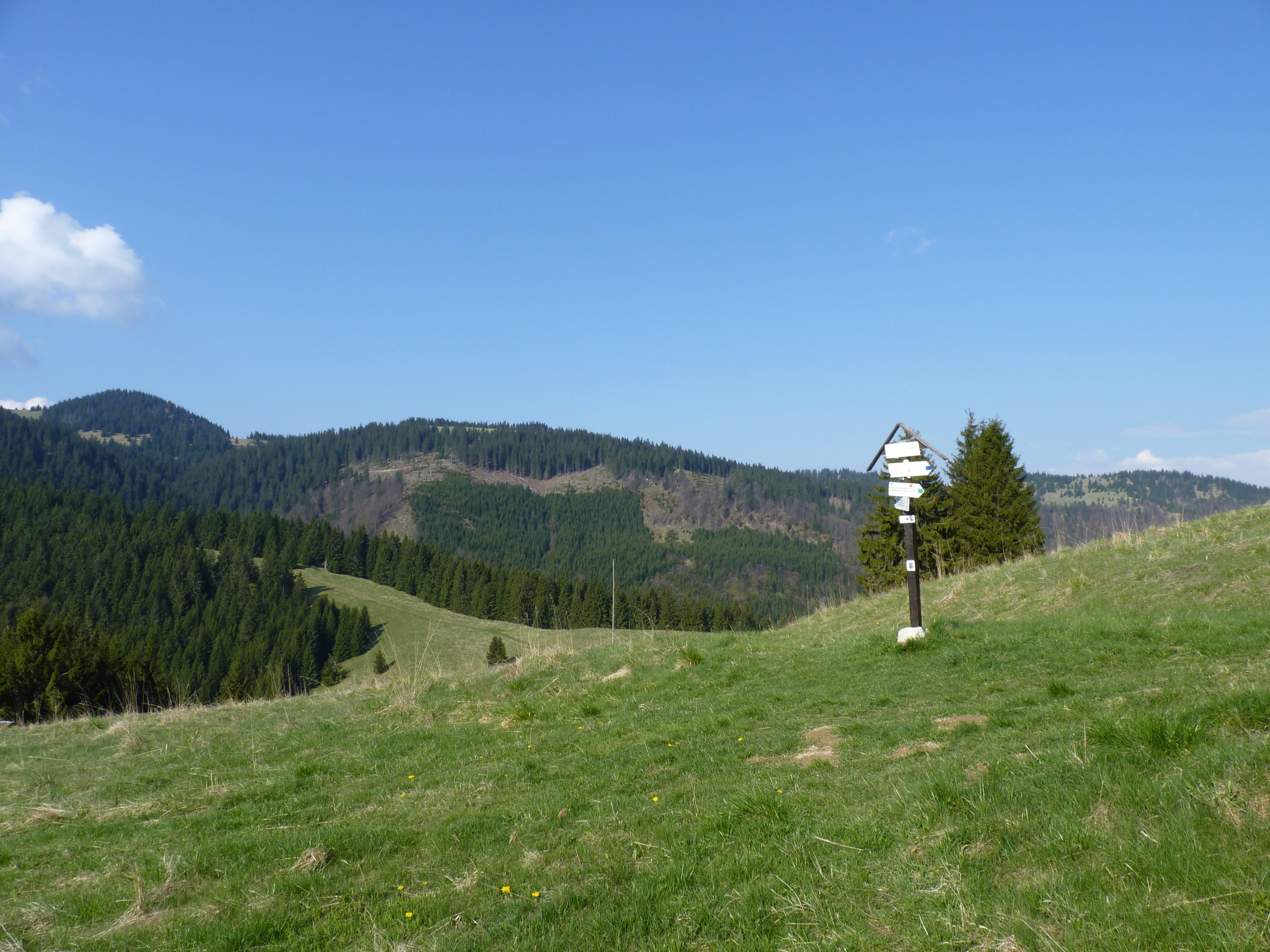
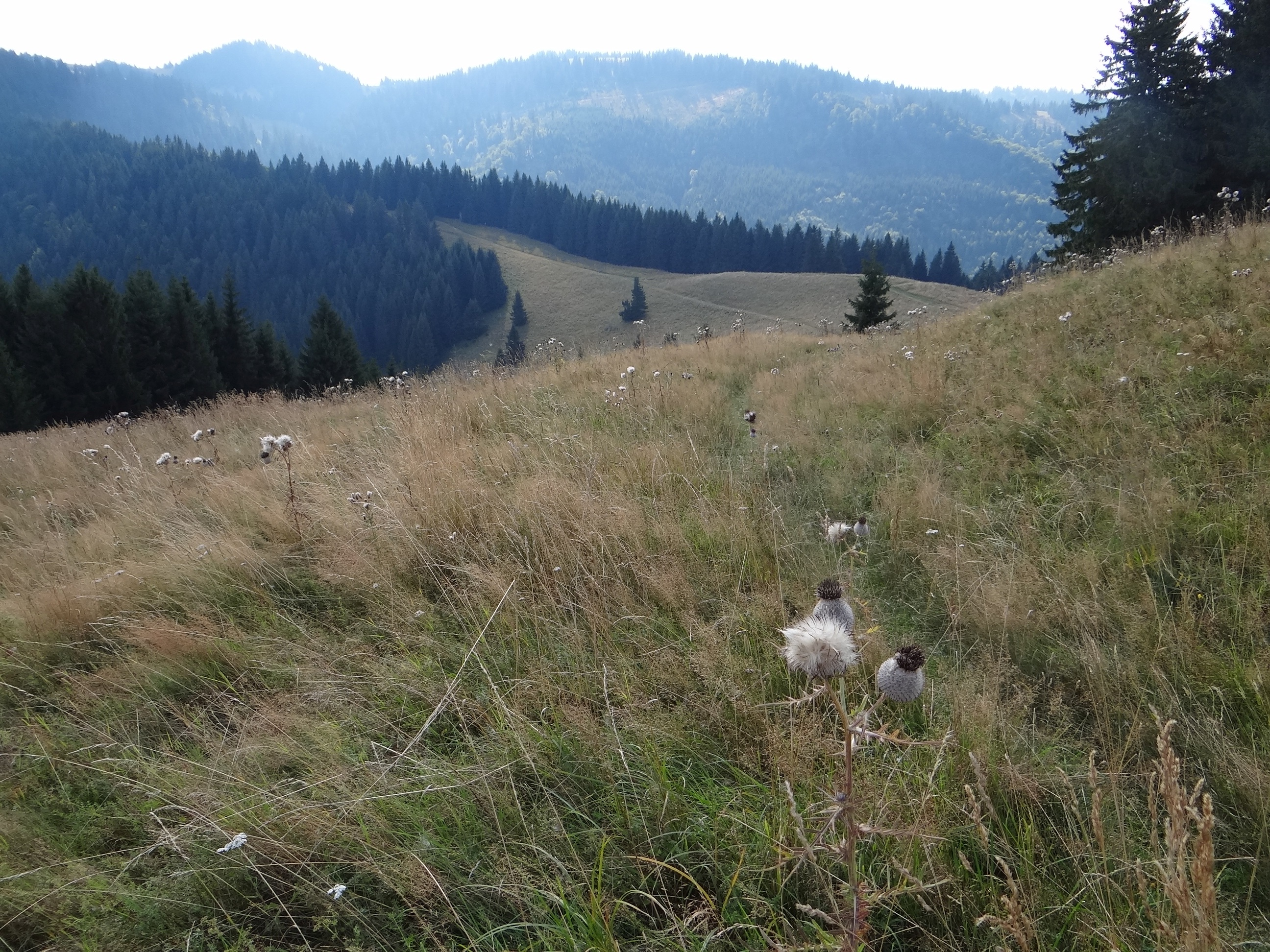
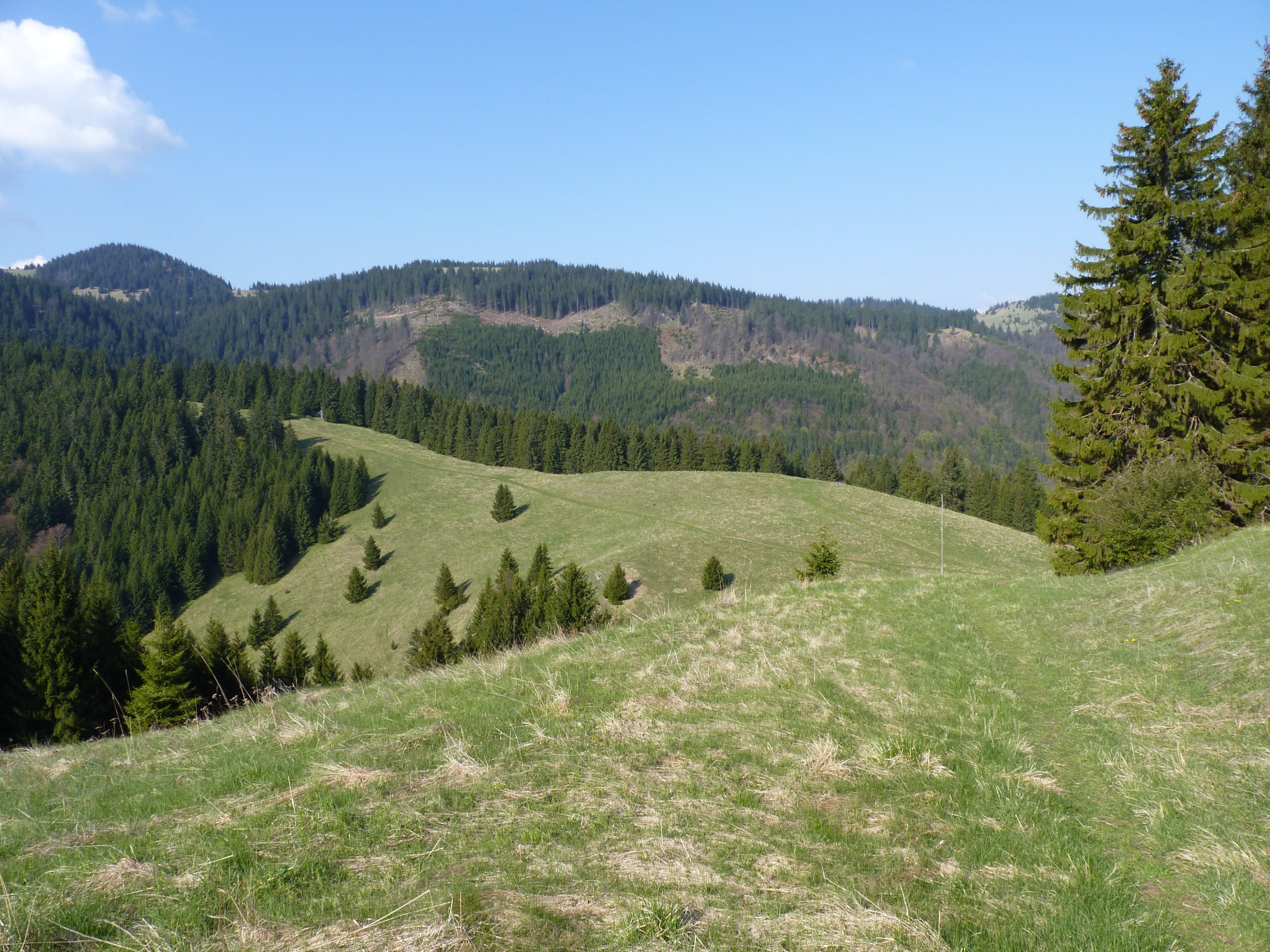
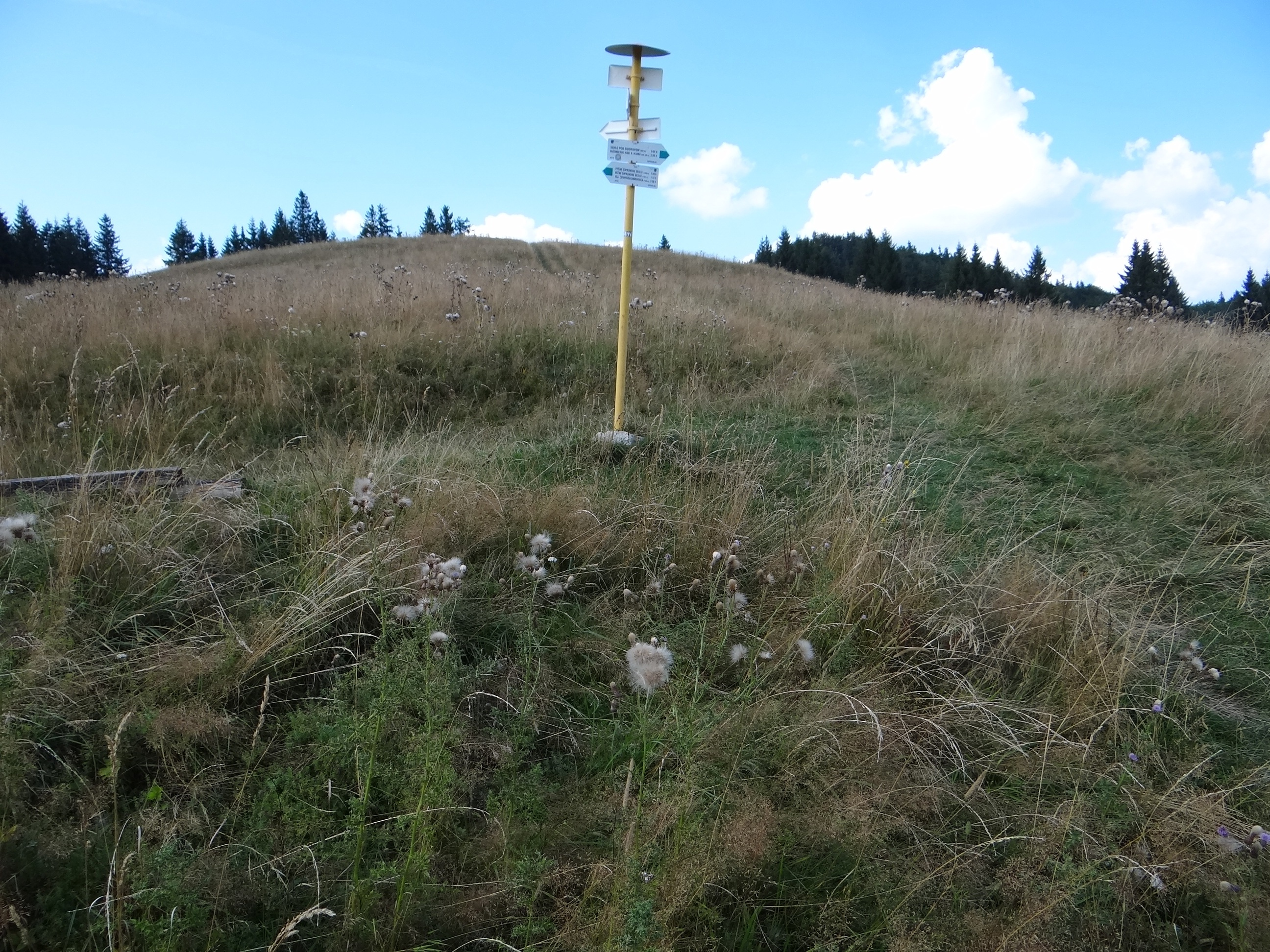